# Triebel
Triebel (ufficialmente Triebel/Vogtl., abbreviazione di Triebel/Vogtland) è un comune di 1.428 abitanti della Sassonia, in Germania.
Appartiene al circondario (Landkreis) del Vogtland (targa V) ed è parte della comunità amministrativa (Verwaltungsgemeinschaft) di Oelsnitz.